# Wellington (ancienne circonscription fédérale)
Pour les articles homonymes, voir Wellington (homonymie).
Circonscription électorale fédérale du Canada
Wellington est une circonscription électorale fédérale de l'Ontario, représentée de 1968 à 1979.
La circonscription de Wellington est créée en 1966 avec des parties des circonscriptions de Wellington-Sud et de Wentworth. Abolie en 1979, elle est fusionnée à Guelph.

## Géographie
En 1966, la circonscription de Wellington comprenait:
- Une partie du comté de Wellington
  - La cité de Guelph
  - Les cantons d'Eramosa, Guelph et de Puslinch

- Une partie du comté de Wentworth
  - Le canton de Beverly

## Députés
| Législature                                     | Années                                          | Député                                          | Député                                          | Parti                                           |
| Wellington Issue de Wellington-Sud et Wentworth | Wellington Issue de Wellington-Sud et Wentworth | Wellington Issue de Wellington-Sud et Wentworth | Wellington Issue de Wellington-Sud et Wentworth | Wellington Issue de Wellington-Sud et Wentworth |
| ----------------------------------------------- | ----------------------------------------------- | ----------------------------------------------- | ----------------------------------------------- | ----------------------------------------------- |
| 28e                                             | 1968–1972                                       |                                                 | Alfred Hales                                    | Progressiste-conservateur                       |
| 29e                                             | 1972–1974                                       |                                                 | Alfred Hales                                    | Progressiste-conservateur                       |
| 30e                                             | 1974–1979                                       |                                                 | Frank Maine                                     | Libéral                                         |
| Circonscription fusionnée à Guelph              |                                                 |                                                 |                                                 |                                                 |